# Будище (Ковельський район)
Буди́ще — село в Україні, у Колодяжненській сільській громаді Ковельського району Волинської області. Населення становить 120 осіб.

## Географія
Село розташоване на правому березі Воронки.

## Історія
У 1906 році село Любитівської волості Ковельського повіту Волинської губернії. Відстань від повітового міста 6 верст, від волості 6. Дворів 44, мешканців 321.
До 8 жовтня 2016 року село підпорядковувалось Колодяжненській сільській раді Ковельського району Волинської області.

## Населення
Згідно з переписом УРСР 1989 року чисельність наявного населення села становила 100 осіб, з яких 42 чоловіки та 58 жінок.
За переписом населення України 2001 року в селі мешкало 118 осіб. 100 % населення вказало своєю рідною мовою українську мову.